# Григорьев, Александр Васильевич (учёный)
Александр Васильевич Григорьев (1849—1908) — русский ботаник, географ и этнограф. Секретарь Императорского Русского Географического общества в 1883—1903 гг.

## Биография
Родился 14 (26) ноября 1849 года в семье подполковника Василия Алексеевича Григорьева (1807—1879)
В 1866 году окончил 1-ю Санкт-Петербургскую гимназию, в 1870 году — физико-математический факультет Санкт-Петербургского университета. С 20 сентября 1871 года стал преподавать анатомию и физиологию растений в Санкт-Петербургском практическом техническом институте.
В 1876 году он сопровождал профессора Н. П. Вагнера на Белое море. Материалы, полученные драгой, были переданы в Санкт-Петербургский университет, наблюдения же над физическими явлениями Белого и Мурманского морей были напечатаны в «Известиях Императорского русского географического общества» в 1878 году. А. В. Григорьев доказал, что предположение о заходе ветви Гольфстрима в Белое море неверно.
В 1878 году он был принят в действительные члены Географического общества и в 1879 г. был командирован обществом в экспедицию, снаряженную на средства А. М. Сибирякова, на паровой шхуне «Норденшёльд», с целью обогнуть материк Азии с юга и прийти на помощь барону А. Е. Норденшёльду, зазимовавшему в то время с пароходом «Вега» у берегов Сибири. У берегов японского острова Хоккайдо шхуна села на мель; удалось, однако, спасти собранные коллекции, а Григорьев, воспользовавшись вынужденной остановкой в Японии, занялся этнографическими исследованиями над айнами.
Возвратившись в 1880 году в Россию, он принёс в дар собранные коллекции: зоологическую — Императорской Академии Наук, а этнографическую — географическому обществу. В том же году он был избран в секретари отделения этнографии географического общества. В следующем 1881 году, по случаю международного географического конгресса в Венеции, соединённого с географической выставкой, он был назначен главным комиссаром русского отдела выставки, который его трудам обязан своим выдающимся успехом. В 1883 году А. В. Григорьев был избран в секретари общества, которым состоял до 1903 года.
В 1886 году он вновь посетил Соловецкие острова, а в 1887 году участвовал в экспедиции географического общества на Новую Землю, где им были собраны естественно-исторические коллекции, переданные в музей Академии наук. В 1889 году он был одним из делегатов общества на географическом конгрессе в Париже.
В 1890—1892 годах принял живейшее участие в планах Фритьофа Нансена, снабдив его картами северных морей. Последнее его крупное предприятие — снаряжение тибетской экспедиции Г. Ц. Цыбикова (1899—1902 гг.) и подготовка к изданию описания этого путешествия «Буддист-паломник у святынь Тибета». Из-за его отставки (в 1903 году) и кончины, данный труд был напечатан только в 1918 году.
Был награждён орденами: Св. Анны 2-й ст. (1888), Св. Владимира 3-й ст. (1893), Св. Станислава 1-й ст. (1901); 14 мая 1896 года получил чин действительного статского советника. Был отмечен также иностранными наградами: в 1891 году получил французский знак отличия Officier d`Academie, в 1898 году — командорский крест шведско-норвежского ордена Св. Олафа 1-го класса (со звездой).
В последние годы жизни А. В. Григорьев состоял членом «Русского комитета для изучения Средней и Восточной Азии в историческом, археологическом, лингвистическом и этнографическом отношении». Войдя в состав комитета, Григорьев вместе с В. В. Радловым, Л. Я. Штернбергом, В. Л. Котвичем во многом содействовал трудам Б. О. Пилсудского по изучению сахалинских айнов и ороков, амурских гиляков, ольчей, гольдов.
Умер в ночь на 25 октября (7 ноября) 1908 года. Был похоронен на Смоленском православном кладбище (могила утеряна).

## Память
В честь А. В. Григорьева назван пролив Григорьева (Карское море, Берег Харитона Лаптева, пролив нанесён на карту в 1900 году участниками Русской полярной экспедиции, тогда же было присвоено название).